# Barokliteratuur
Barokliteratuur is een benaming die in de Duitse literatuurwetenschap ontstaan is voor een literaire stroming die met name de 17e eeuw kenmerkte. De literatuur die specifiek barok kan worden genoemd treft men op de meest karakteristieke wijze aan in de geschriften van Giambattista Marino in Italië, Luis de Góngora in Spanje, en Martin Opitz in Duitsland. Engelse metafysische poëzie, vooral veel van John Donne, is verbonden met barokke literatuur. De barokke periode eindigde in de 18e eeuw toen literatuur evolueerde naar een lichtere, minder dramatische, meer openlijk decoratieve rococostijl.

## Afbakening en kenmerken
De precieze afbakening van het tijdperk van de literaire barok is omstreden. De kunsthistorische term werd rond 1915 door literatuurhistorici als Oskar Walzel en Fritz Strich definitief overgebracht op de literatuur die van pakweg de hele 17e eeuw, ofwel de periode tussen de late renaissance en de verlichting, nadat de term al eerder door Heinrich Wölfflin voor verschijnselen binnen de letterkunde was gebruikt.
De term barok was aanvankelijk zeer impopulair; Benedetto Croce zag de barok zelfs uitsluitend als een periode van verval. Pas aan het eind van de 19e eeuw werd de term dankzij wetenschappers als Wölfflin en Cornelius Gurlitt populairder, maar met name binnen de Franse literatuurwetenschap duurde het nog lang voordat hij door geleerden was geaccepteerd.
Zowel in de literatuur als in andere kunstvormen doet de barok – in tegenstelling tot het maniërisme dat eraan vooraf was gegaan en waar de barok een rechtstreekse tegenreactie op vormde – een sterk beroep op menselijke emoties, felle accenten, tegenstellingen en versterkte effecten. In de dramatiek komt dit aspect bijvoorbeeld tot uiting in een hernieuwde voorkeur voor de "grote" genres als het epos, de tragedie (bijvoorbeeld het koningsdrama en de Bijbelse tragedie) de tragikomedie en het gebruik van bombastische, gezwollen taal met veel hyperbolen en herhalingen. De barok kan deels worden gezien als een voortzetting van de Renaissance, maar is er ook een tegenreactie op; in plaats van statisch zoals de renaissancistische kunst was geweest werd de barokke kunst dynamisch. Daarnaast kwamen ook individualisme en religie weer meer centraal te staan.
De eenheid van de polariteit en innerlijke spanningen van het denken in deze periode vormden de voornaamste basis voor de barokliteratuur. Inhoudelijk stonden het universalisme en het nationalisme als stromingen tegenover elkaar. Ook stonden het burgerlijk standsbewustzijn tegenover een hoofse cultuur en levenslust tegenover hunkering naar de eeuwigheid.

### Barokke poëzie
In de barokke dichtkunst is een contrast te zien tussen heidense, antieke vormen enerzijds en een meer christelijk georiënteerde inhoud anderzijds. Ook staan innerlijke rust en pathos tegenover levensvreugde en aardse ijdelheid. Kenmerkend is ook de antithese, als stijlmiddel en literaire vormgeving, die de gespannen levensvisie weergeeft en algemeen wordt (voorbeelden: sonnet, epigram en het alexandrijn). In Frankrijk ontstonden retorische stijlfiguren zoals de allegorie en de metafoor, die niet alleen dienden als versiering, maar ook bedoeld waren als poging het bovenaardse meer als aards voor te stellen.

## Literaire barok in verschillende landen

### Duitsland en Oostenrijk
In de Duitse barokliteratuur laat de barok een zekere retorische pathos zien dat ten slotte uitmondt in een zwierige overlading en een meer pompeuze stijl. (Daniel Casper von Lohenstein en Christian Hoffmann von Hoffmannswaldau). In Zuid-Duitsland en Oostenrijk ontstond het zogeheten jezuïetendama, dat de voorloper was van de opera. De Duitse diplomaat en dichter Martin Opitz wordt ook gezien als een typische vertegenwoordiger van deze stijl.

### Frankrijk
In Frankrijk bereikt de barok een hoogtepunt bij François Malherbe, Honoré d'Urfée en Pierre Corneille, hoewel deze laatste ook al wel tot het classicisme (dat men in Frankrijk rond 1660 laat beginnen) wordt gerekend.

### Italië
- Giambattista Marino

### Spanje
De 17e eeuw is in Spanje voor de literatuur de Gouden Eeuw of Siglo de Oro.
Poëzie
- Luis de Góngora
- Francisco de Quevedo
- Alonso de Ercilla: La Araucana

Proza
- Miguel de Cervantes Saavedra: La Galatea en Don Quixote de la Mancha
- Francisco de Quevedo
- Baltasar Gracián
- Mateo Alemán: Guzmán de Alfarache

Theater
- Lope de Vega
- Pedro Calderón de la Barca
- Tirso de Molina

### Engeland
In Engeland wordt met name het werk van John Milton (wiens oeuvre Paradise Lost als het hoogtepunt van de Engelse barokliteratuur wordt beschouwd) en John Bunyan tot de literaire barok gerekend. Het werk van William Shakespeare, die zich weinig aantrok van de classicistische regels, wordt als een transitie van de Renaissanceliteratuur naar de barokliteratuur gezien. Nauw verwant aan de barokschrijvers zijn de metafysische dichters, met John Donne als belangrijkste vertegenwoordiger in Engeland.
Ook in Engeland stelt zich echter het probleem dat barok, door kunsthistorici getypeerd als theatraal, zinnelijk en extravagant, toch niet zo eenvoudig en bevredigend te duiden is in 17e-eeuwse Engelse poëzie en proza. Een voor de hand liggende reden is natuurlijk dat het protestantse Engeland geen contra-reformatorische agenda had zoals de katholieke landen, waar de kunst een emotioneler en extatischer karakter kreeg dat het mystieke van de traditionele religie wilde benadrukken. In Engeland treffen we in de literatuur van de 17e eeuw beide uitersten aan: zowel sober puritanisme als barokke overdaad. Een goed voorbeeld hiervan is het hooglijk theatraal en maniëristisch Jacobitisch drama. Een ander voorbeeld van het samengaan van deze uitersten zien we in gedichten van John Donne. In zijn Elegy XIX: To His Mistress Going to Bed gaat het sensuele en ondeugende samen met inventieve metaforen (de 'conceits van Donne) en paradoxen die dan weer als barokke kenmerken gelden. Puriteinse en barokke elementen vinden we ook bij John Miltons Paradise Lost, waar in heel barokke taal uiting wordt gegeven aan een zuiver geloof.

### Noordelijke Nederlanden
In de literatuur van de Noordelijke Nederlanden heeft de barok weinig wortel geschoten. Alleen de toneelschrijver Joost van den Vondel, de dichters Jeremias de Decker en Heiman Dullaert en in mindere mate de dichter/toneelschrijver Pieter Corneliszoon Hooft kunnen als typische Noord-Nederlandse barokschrijvers worden gezien. Vondel schreef naast een groot heldenepos over Constantijn de Grote dat hij nooit heeft voltooid, verschillende tragedies die al dan geen bewerkingen van klassieke tragedies waren, zoals Maeghden, Gysbreght van Aemstel – een treurspel dat over het beleg en de uiteindelijke ondergang van Amsterdam gaat – en een vertaling van Sophocles' Elektra. In 1662 schreef Vondel het Bijbelse epos Joannes de boetgezant. Begrepen in zes boecken, dat een bewerking en poging tot verbetering (aemulatio) was van Vergilius Aeneis. De satirische en anti-roomse Jeremias de Decker schreef ruim 750 epigrammen, terwijl Heiman Dullaerts werk vooral opvalt door de vele paradoxen, antithesen en hyperbolen. Naast gelegenheids-, graf- en lofdichten en geestelijke poëzie schreef Dullaert een tiental Christus-sonnetten.

### Zuidelijke Nederlanden
Aan Vondel, uit de Noordelijke Nederlanden, worden ook al eens barokke trekken toegeschreven, maar eigenlijk is deze schrijver te veelzijdig om hem zo maar in een hokje te stoppen. Het was eerder in de katholieke, Zuidelijke Nederlanden dat de barok in de beeldende kunst, architectuur en literatuur tot volle ontplooiing kwam. Daar was het dat de contra-reformatie onder Spaans bewind het werk van kunstenaars en letterkundigen richting gaf. De 'ketters' (protestanten) dienden gestuit te worden via polemische geschriften en inspirerende en ontzag inboezemende 'rooms-katholieke' kunst, het volk diende bezield te worden via mystieke poëzie en geëxalteerde uitbeeldingen van graveurs en kunstschilders die het behoud van het katholicisme verdedigden. Kortom: barokkunstenaars en schrijvers uit de Zuidelijke Nederlanden hadden een missie. Zo oefende de wetenschappelijke en religieuze literatuur der contra-reformatie (vooral die in het Latijn), een grote invloed uit op de beeldende kunst uit die periode.
Bij Anna Bijns en haar passionele aanvallen op afvallige 'Lutheranen' zou men al kunnen gewagen van een pre-barok. De meeste 17e-eeuwse schrijvers uit de Zuidelijke Nederlanden konden in faam niet tippen aan auteurs als Vondel en Bredero in de Noordelijke Nederlanden (die hun Gouden Eeuw beleefden), maar zij waren wel meer bezield van de geest van de barok. Onder hen kunnen worden genoemd: de dichters Lambertus Vossius, Cornelis de Bie, Justus de Harduwijn (1582-1641), de satireschrijver Richard Verstegen, de dichter van zinnelijke mystiek Daniël Bellemans (1640-1674), Adriaen Poirters ook 'de Roomse Cats' genoemd (1605-1674) en de mystiek-katholieke schrijver Michiel de Swaen (1654-1707).